# Jack of Diamond
Jack of Diamond is een single van The Walkers. Het is afkomstig van hun album ‘’Family Reunion’’, dat ook hun vorige hit Oh Lonesome Me bevatte. Jack of Diamond (Ruitenboer) staat hier voor het (niet verkregen) geluk van twee geliefden ("Jack of Diamond is a hard card to find").

## Hitnotering

### Nederlandse Top 40
| Hitnotering: week 18 t/m 22 in 1974 | Hitnotering: week 18 t/m 22 in 1974 | Hitnotering: week 18 t/m 22 in 1974 | Hitnotering: week 18 t/m 22 in 1974 | Hitnotering: week 18 t/m 22 in 1974 | Hitnotering: week 18 t/m 22 in 1974 | Hitnotering: week 18 t/m 22 in 1974 |
| Week:                               | 1                                   | 2                                   | 3                                   | 4                                   | 5                                   |                                     |
| ----------------------------------- | ----------------------------------- | ----------------------------------- | ----------------------------------- | ----------------------------------- | ----------------------------------- | ----------------------------------- |
| Positie:                            | 33                                  | 21                                  | 21                                  | 28                                  | 37                                  | uit                                 |

### NederlandseDaverende 30
| Hitnotering: 4-5-1974 t/m 31-mei-1974 | Hitnotering: 4-5-1974 t/m 31-mei-1974 | Hitnotering: 4-5-1974 t/m 31-mei-1974 | Hitnotering: 4-5-1974 t/m 31-mei-1974 | Hitnotering: 4-5-1974 t/m 31-mei-1974 | Hitnotering: 4-5-1974 t/m 31-mei-1974 |
| Week:                                 | 1                                     | 2                                     | 3                                     | 4                                     |                                       |
| ------------------------------------- | ------------------------------------- | ------------------------------------- | ------------------------------------- | ------------------------------------- | ------------------------------------- |
| Positie:                              | 29                                    | 22                                    | 17                                    | 25                                    | uit                                   |

### BelgischeBRT Top 30
| Hitnotering: 18-4-1974 t/m 24-4-1974 | Hitnotering: 18-4-1974 t/m 24-4-1974 | Hitnotering: 18-4-1974 t/m 24-4-1974 |
| Week:                                | 1                                    |                                      |
| ------------------------------------ | ------------------------------------ | ------------------------------------ |
| Positie:                             | 27                                   | uit                                  |